# 5785 Fulton
5785 Fulton (1991 FU) là một tiểu hành tinh vành đai chính được phát hiện ngày 17 tháng 3 năm 1991 bởi Helin, E. F. ở Palomar.